# Sant Miquel de Llotes
Sant Miquel de Llotes (en francès Saint-Michel-de-Llotes) és una comuna de 331 habitants el 2013 de la comarca del Rosselló, a la Catalunya del Nord, situada als límits dels Aspres i el Riberal, a prop d'Illa. Està inclòs, tanmateix, en la subcomarca dels Aspres.

## Etimologia
La primera part del nom del poble fa referència al patró de la parròquia local, l'arcàngel sant Miquel. Llotes, podria provenir del llatí lutum, llot, però Joan Coromines i Vigneaux proposa afirma en el seu Onomasticon Cataloniae que és un apòcop d'Illotes, diminutiu d'Illes.

## Geografia

Situació de la comuna de Sant Miquel de Llotes en el Rosselló

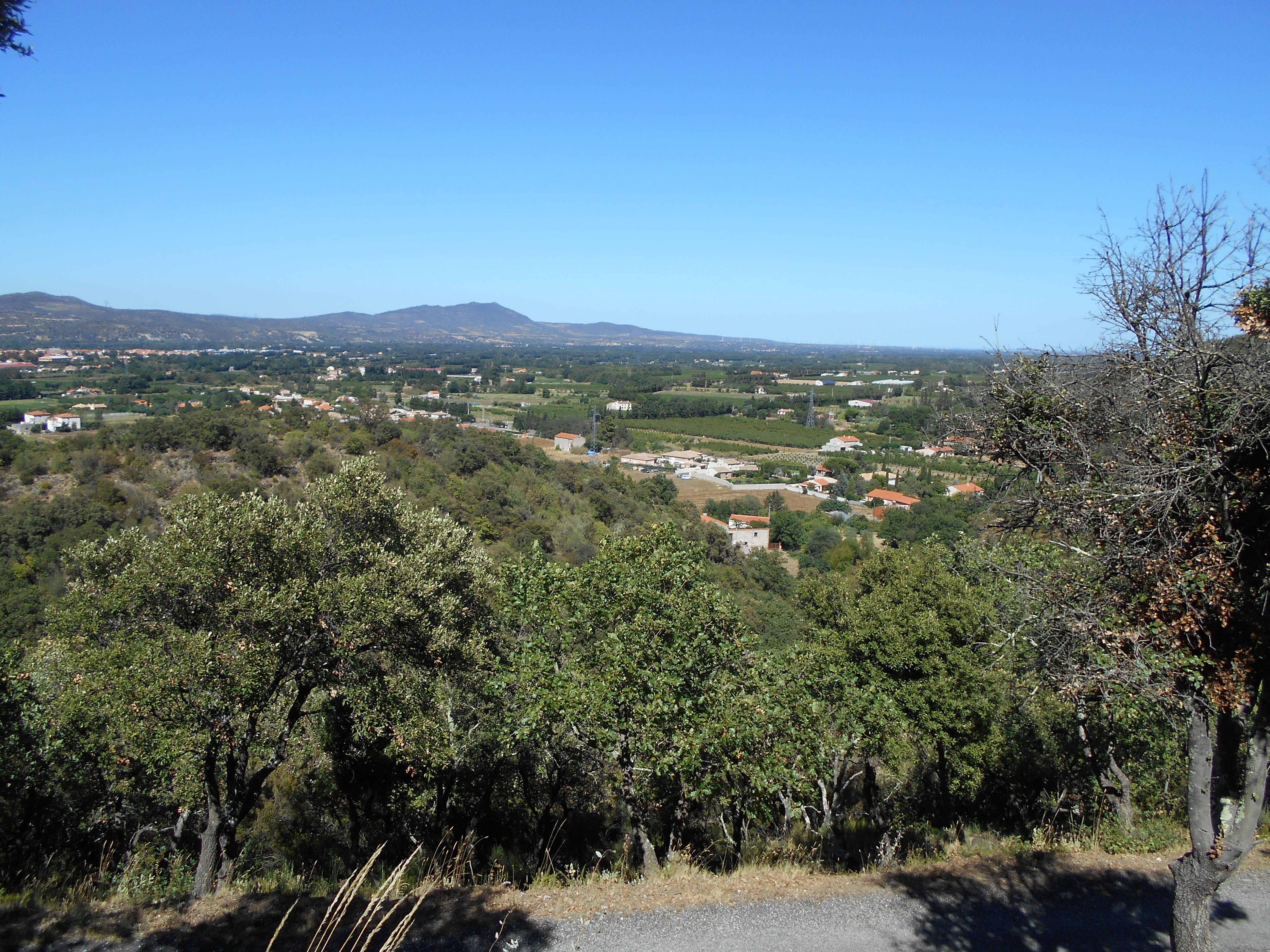
Sector del nord del terme, en el Riberal

La comuna de Sant Miquel de Llotes, de 86.400 hectàrees d'extensió, és al nord de la comarca dels Aspres i al sud de la vila d'Illa. El terme de Sant Miquel de Llotes arriba fins a tocar el nucli urbà de la damunt dita vila del Riberal, per la qual cosa, la part més septentrional del terme es troba ja en la zona del Riberal.
En canvi, els dos terços meridionals del terme, i dins d'aquests el vilatge de Sant Miquel de Llotes, són en els darrers contraforts dels Aspres i del massís del Canigó, amb la vall del Gimenell com a eix principal.
Termes municipals limítrofs:
|             | Illa |         |
| Bulaternera |      | Corbera |
| Casafabre   |      | Queixàs |

### El poble de Sant Miquel de Llotes

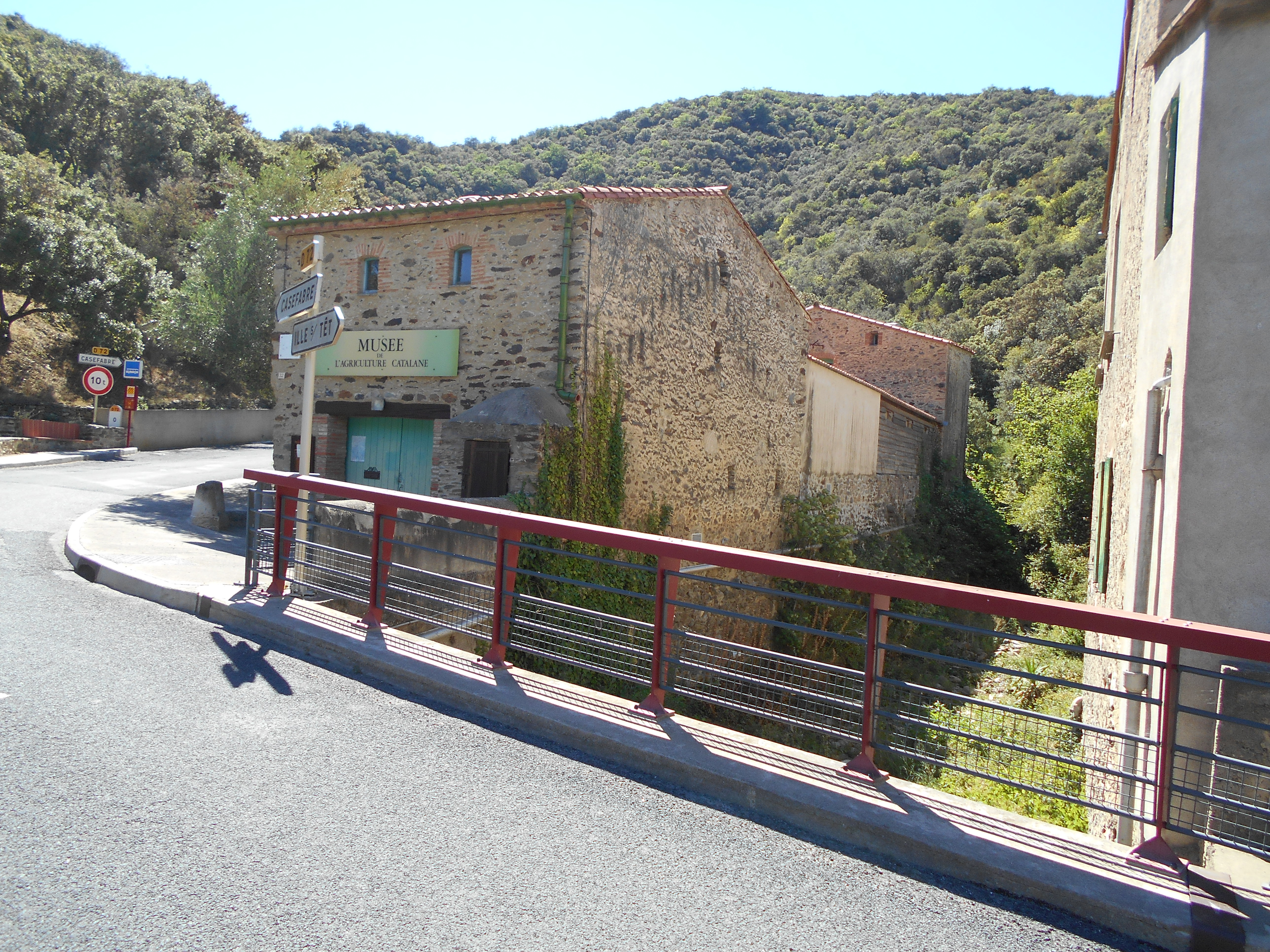
L'Ecomuseu de Sant Miquel de Llotes, al Veïnat de l'Església

Situat a l'esquerra del Gimenell, el poble de Sant Miquel de Llotes és format per diversos veïnats, cap dels quals arriba a formar un nucli amb consistència de poble. El que més s'hi aproxima és el Veïnat de l'Església.

#### Veïnat de l'Església

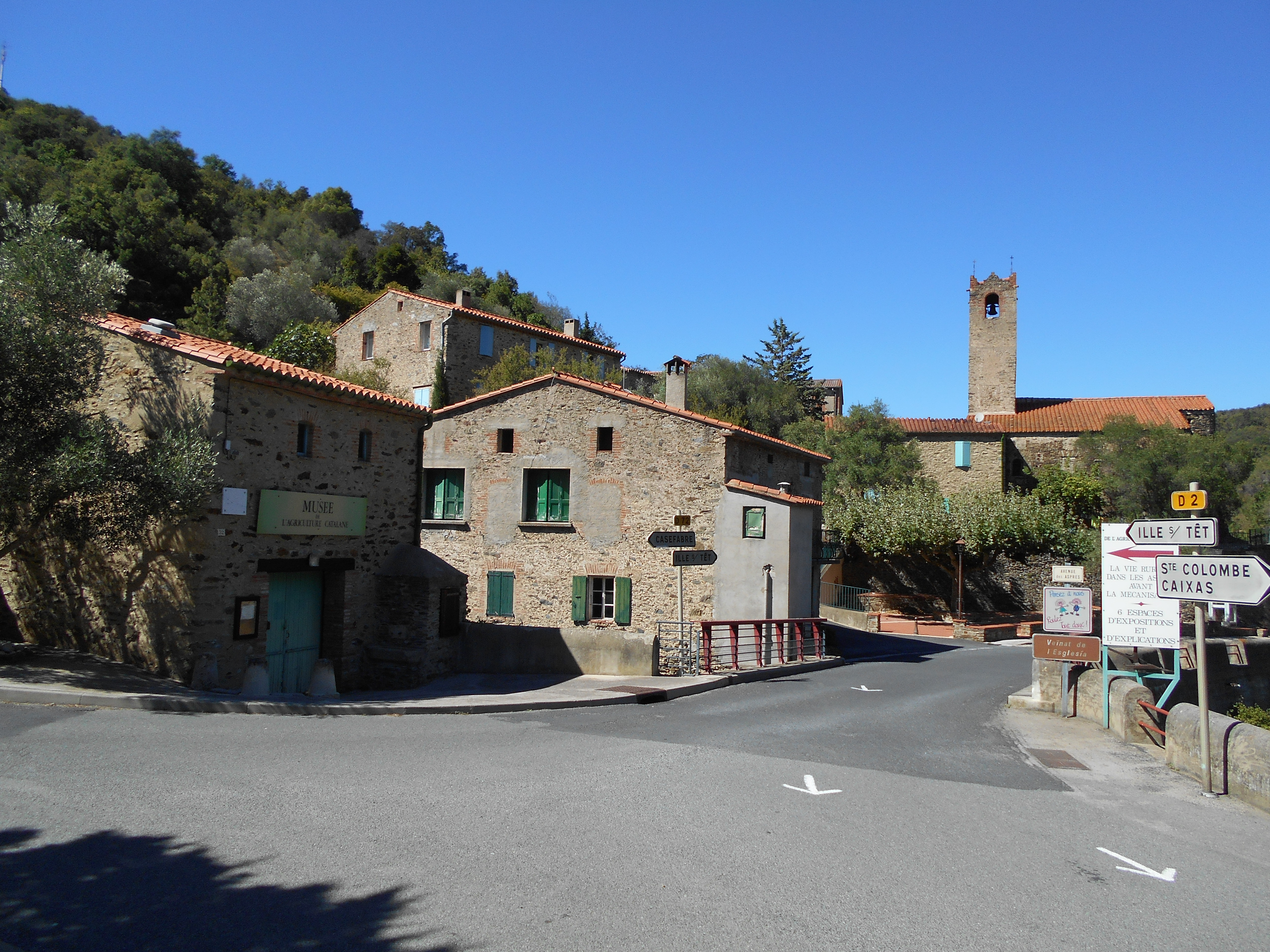
Veïnat de l'Església

És al centre del vilatge dispers l'església de Sant Miquel en el que s'anomena Veïnat de l'Església. És a l'esquerra del Gimenell. El barri està organitzat en el Carrer de l'Església, i reuneix, a part del temple parroquial un petit museu centrat en l'activitat agrícola, l'Ecomuseu, i menys d'una desena de cases mig agrupades. Entre el Veïnat de l'Església i el de l'Era, darrere d'on es troba el Cementiri, s'hi han construït quatre cases modernes més, que formen el Veïnat del Cementiri.

#### Veïnat del Cementiri

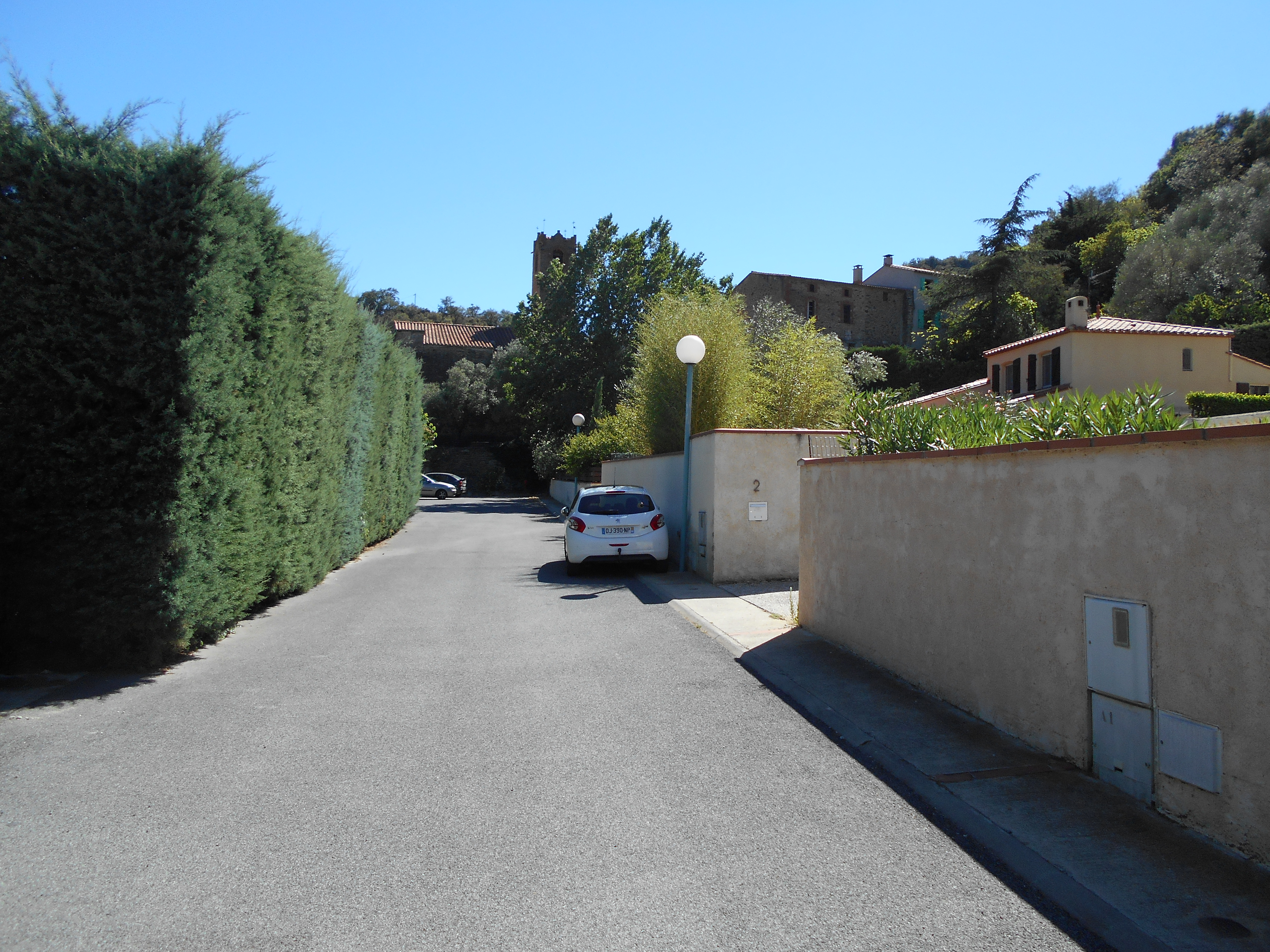
Veïnat del Cementiri

Just al costat nord del Veïnat de l'Església hi ha el Veïnat del Cementiri, que pren el nom del fet que es va formar a l'entorn del Cementiri parroquial, ara municipal. És un petit barri de moderna construcció, que no arriba a mitja dotzena de cases.

#### Veïnat de l'Era

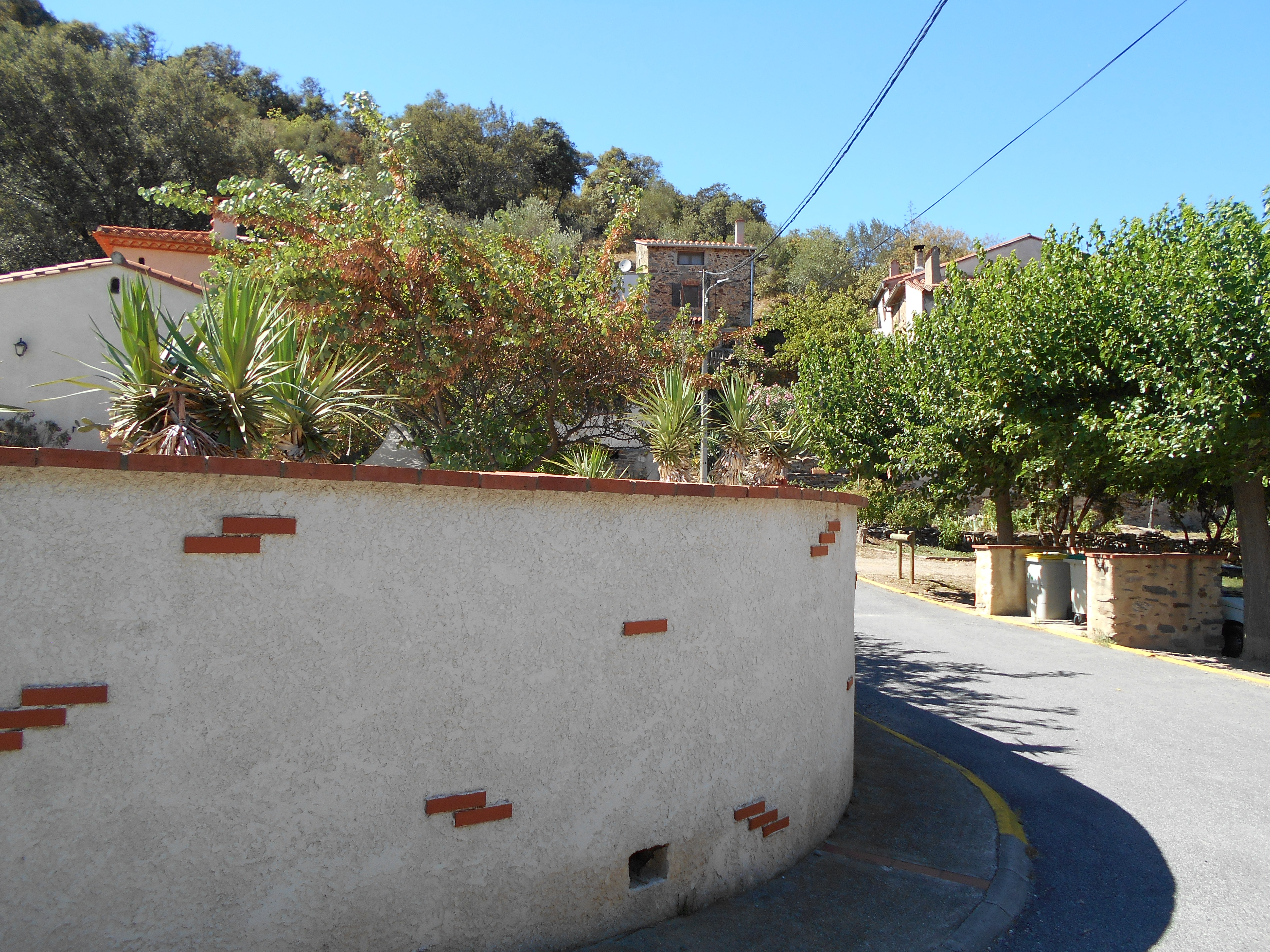
El Veïnat de l'Era

Situat una mica més al nord-oest del Veïnat del Cementiri, amb el qual es comunica, hi ha el Veïnat de l'Era, format per una casa ran de carretera i unes quatre més allunyades a ponent de la via principal de comunicació. Entre aquest veïnat i el de l'Escola, on hi ha la Casa del Comú, hi ha un parc municipal molt ombrejat.

#### Veïnat del Gimenell, o de Montoriol

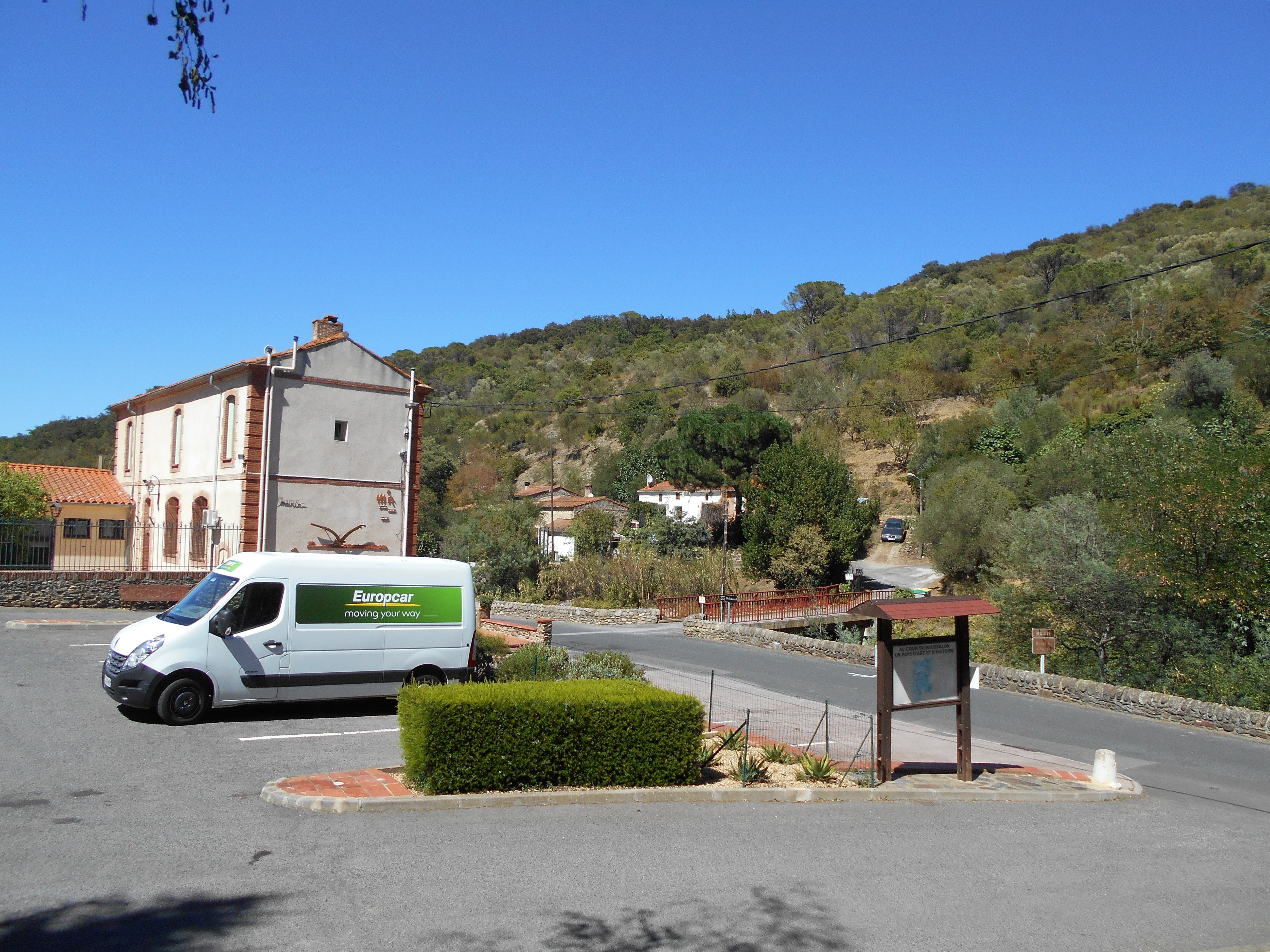
El Veïnat del Gimenell, o de Montoriol

Al nord-est del Veïnat del Cementiri hi ha el Veïnat del Gimenell, o de Montoriol, o de la Font del Corder, situat a la dreta del Gimenell.

#### Veïnat de l'Escola

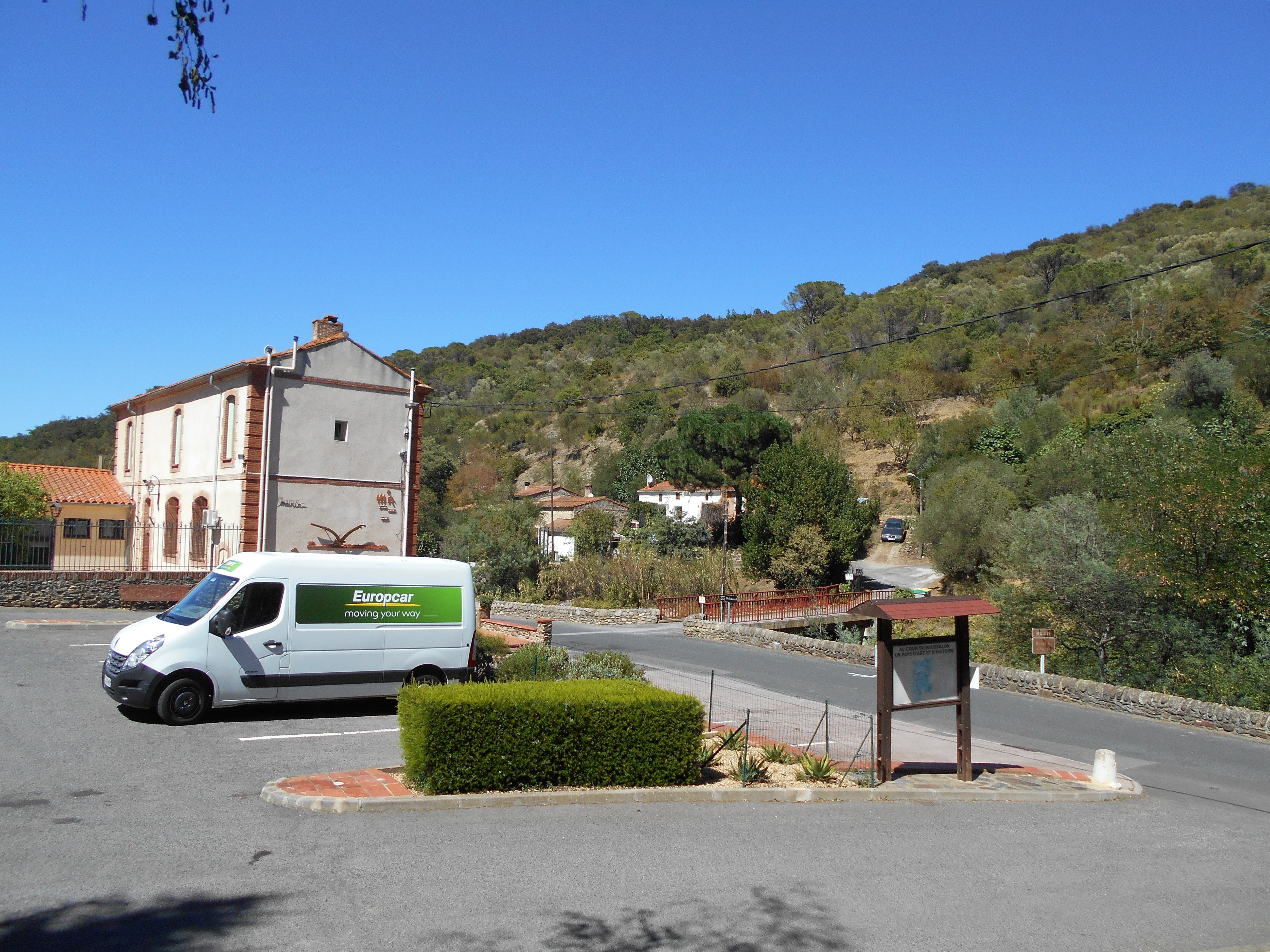
El Veïnat de l'Escola

Just al nord-est del Veïnat de l'Era, es troba el Veïnat de l'Escola. Dona el nom al veïnat l'antiga escola, l'edifici de la qual hostatja en l'actualitat la Casa del Comú de Sant Miquel de Llotes.

#### Veïnat del Mig, o d'en Roc

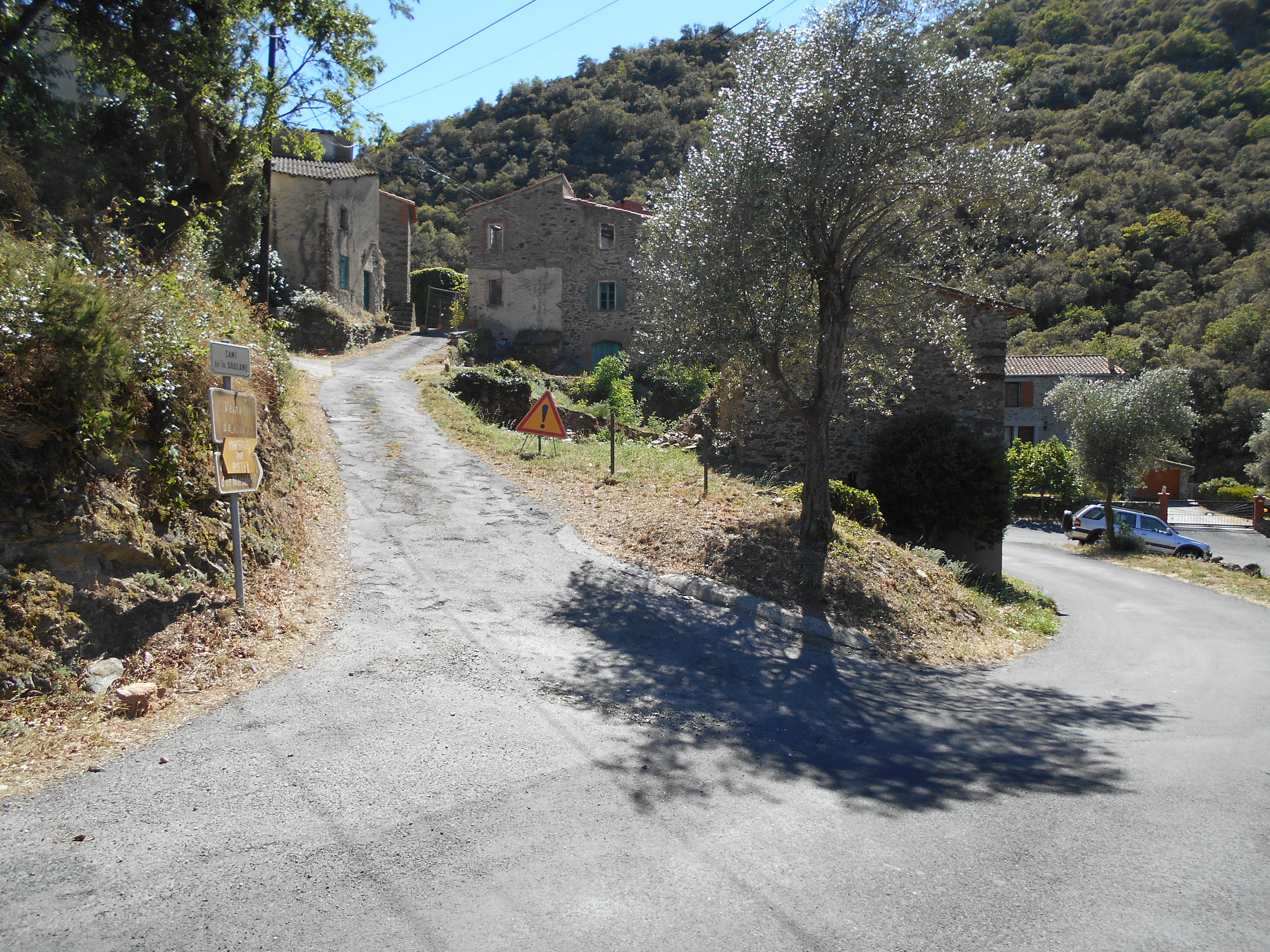
El Veïnat d'en Roc, o del Mig

A migdia del Veïnat de l'Església, al cap de poc d'arrencar la carretera de Casafabre, es troba el Veïnat del Mig, o d'en Roc.

#### Veïnat d'en Marçalet
Situat més al sud, i més enlairat, hi ha el Veïnat d'en Marçalet, o Veïnat de Dalt.

#### Veïnat de Valltorta

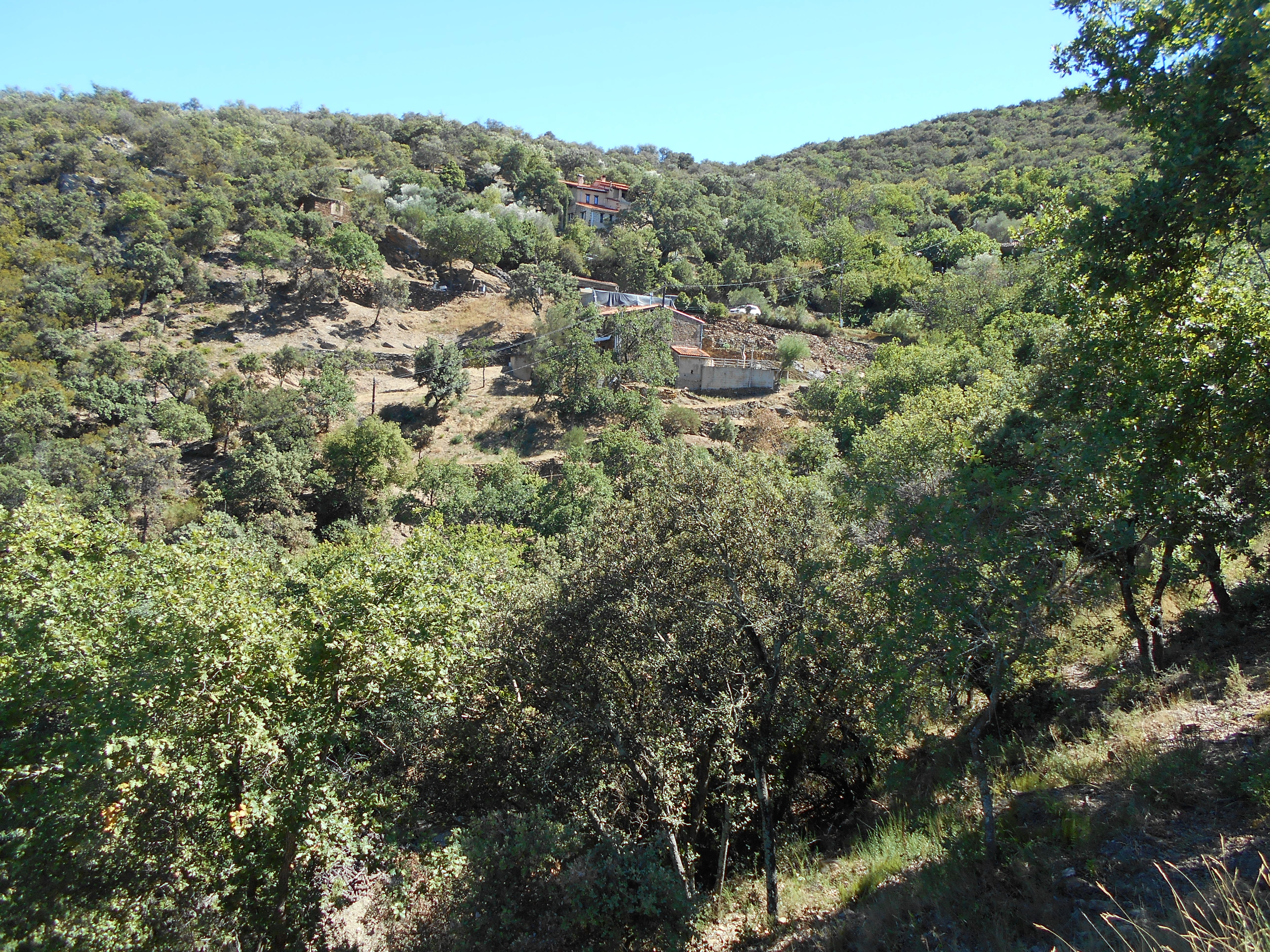
El Veïnat de Valltorta

El Veïnat de Valltorta és més allunyat, al nord-oest, una mica enlairat respecte del fons de la vall.

#### Veïnat d'en Blanc

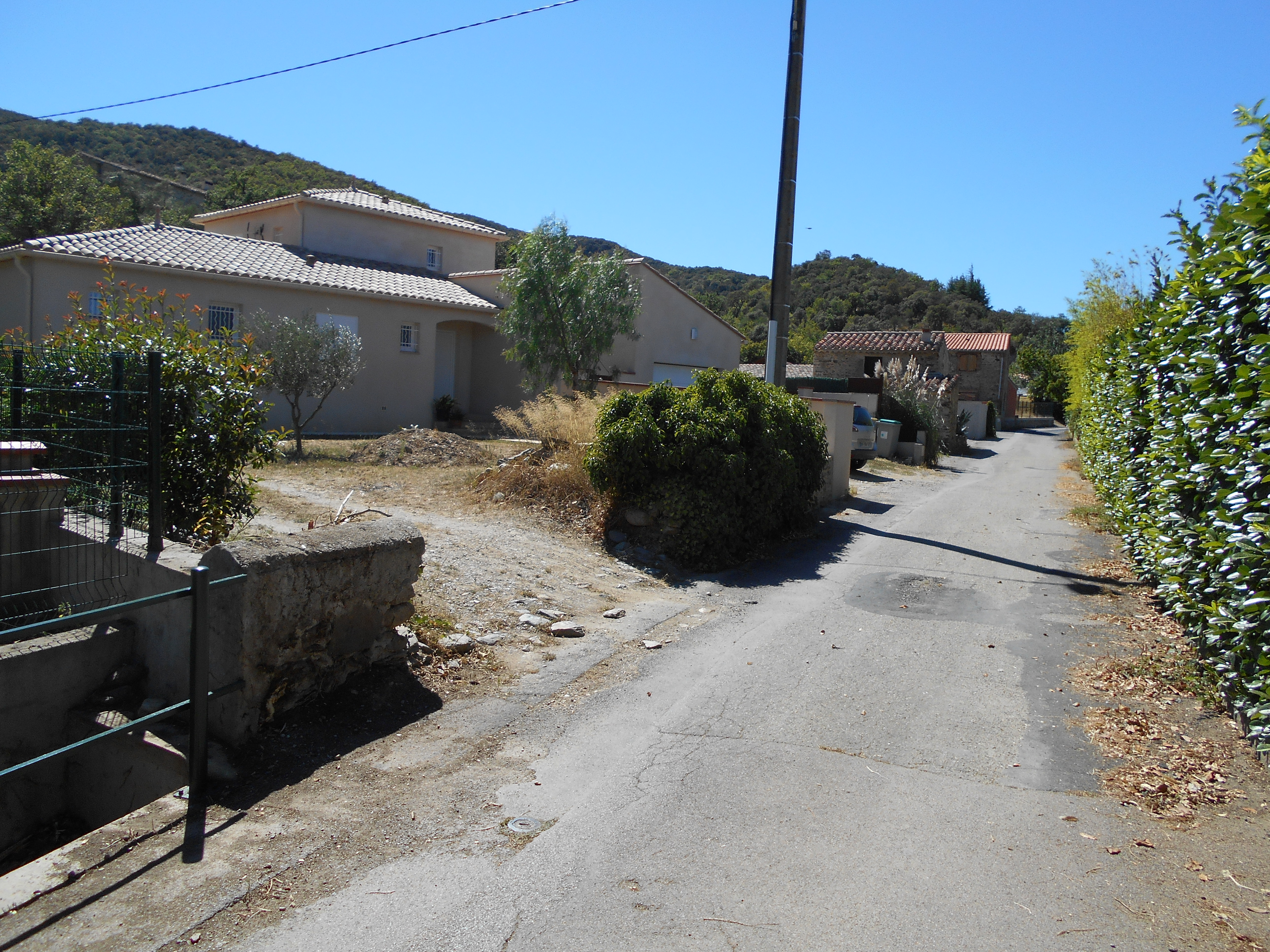
El Veïnat d'en Blanc.

Més al nord, al límit amb la plana, hi ha el Veïnat d'en Blanc, desenvolupat a l'entorn del Mas Blanc. És just al costat meridional de la nova urbanització del Camí de les Mulleres.

#### Veïnat de les Basses
Més lluny, al nord, camí d'Illa, hi ha el Veïnat de les Basses, en bona part desenvolupat els darrers vint anys.
També hi havia hagut el Veïnat d'en Monier, nom antic ara en desús, i és en ruïnes l'antic Veïnat del Solà, tots a l'antic nucli dispers dels Masos, al sud-est del terme. En aquella zona hi ha l'antic lloc de Montoriol, a cavall entre els termes actual de Sant Miquel de Llotes i de Queixàs.

### Els masos de Sant Miquel de Llotes

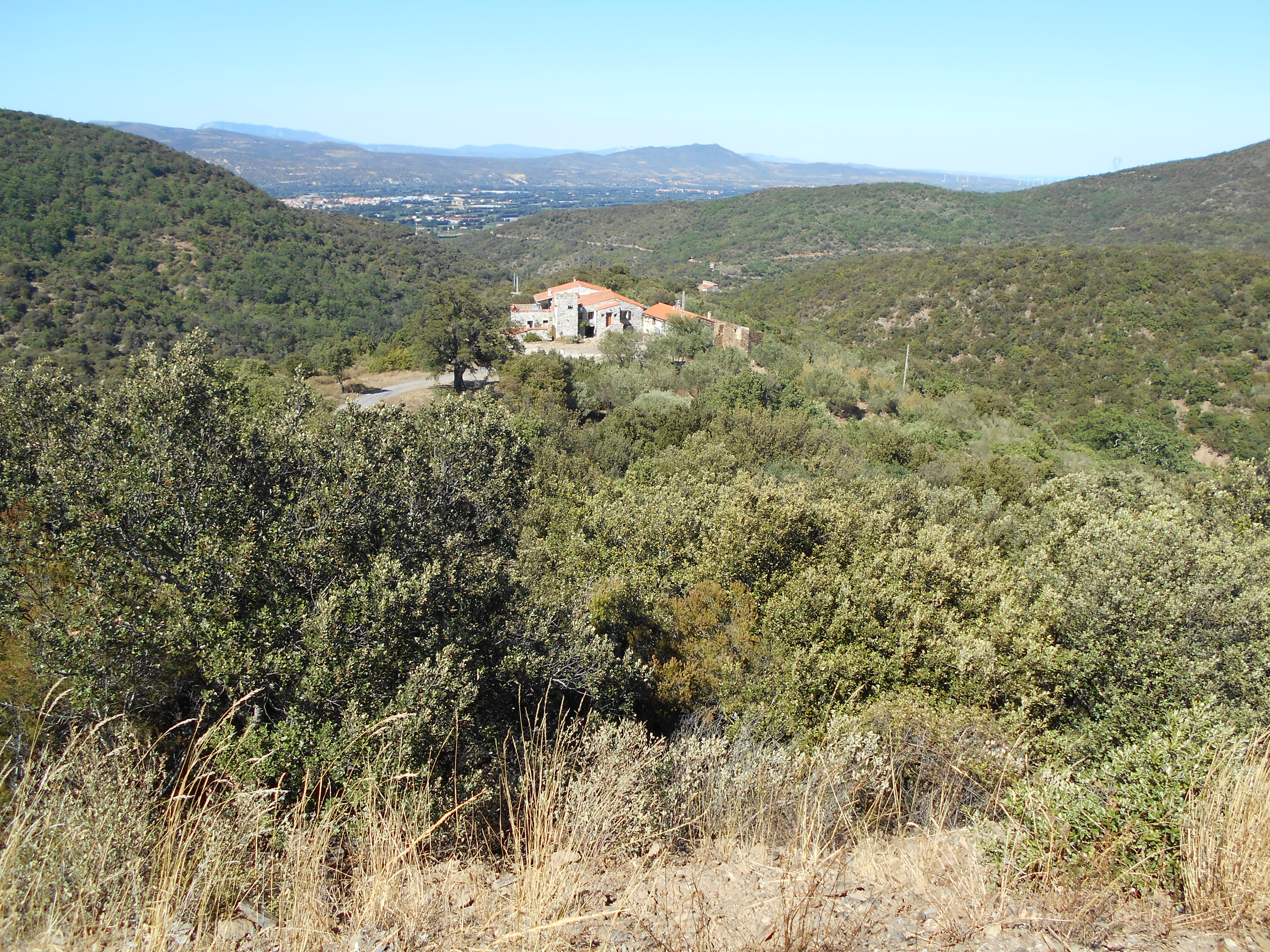
El Mas d'en Mestres

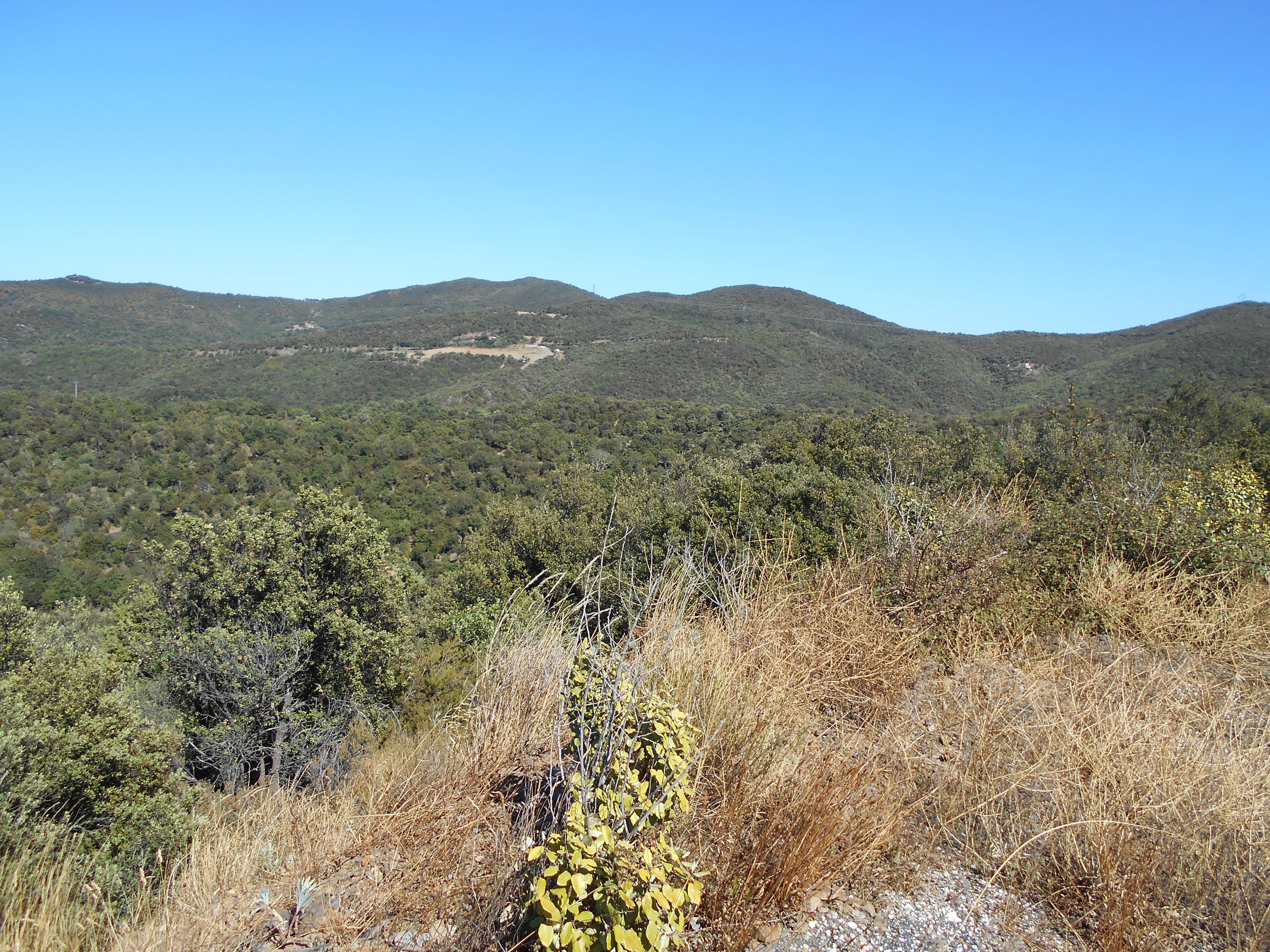
El Mas d'en Grau, al fons

La població de Sant Miquel de Llotes és en bona part dispersa, agrupada en els veïnats abans esmentats i amb uns quants masos més no agrupats enlloc. Entre les edificacions aïllades es troben la Casa de la Vila, o del Comú, Can Coll, o Can Pere Miquel, Can Madís, o Mas de les Feixes, abans Mas d'en Negre, o Mas d'en Montalt, o Mas d'en Noè, Can Valls, abans Can Bastit, Mas de l'Aucell, Mas Delonca, abans Mas Morillon, Mas de l'Oratori, Mas, abans Veïnat, d'en Blanc, Mas d'en Blanc, abans d'en Verdeguer, Mas d'en Colomer, Mas d'en Ferriol, Mas d'en Gaspar, abans d'en Paraire, Mas d'en Grau, Mas d'en Llença, abans d'en Mestres, Mas d'en Marc, Mas d'en Mestres, o la Casa Vella, abans Veïnat d'en Mestres, Mas d'en Negre, o Veïnat d'en Negre, o Veïnat del Pla de Montoriol, abans Mas d'en Montalt, Mas d'en Peirot, o Can Peirot, Mas d'en Rovelló, o Mas Tallaferro, Mas d'en Però, o Can Però de la Baixada, abans Mas d'en Rovelló, Mas d'en Sarraí, Mas d'en Sire, Mas d'en Turut, Mas Monplaisir, Mas Parent, Mas Rull, Mas Socall, o Mas Verdeguer, o Mas Castilló, Mas Verdeguer, Molí del Mas d'en Bac, Xo'n Caselles i Xo'n Fabressa. Hi ha alguns masos en ruïnes, com el Mas de l'Aucell, Can Tomàs, els Castellots, o els Castells, els Masos, o Veïnat del Bac, abans Veïnat d'en Colomer, i d'altres senzillament desapareguts, com Can Pla. Noms antics, ja en desús, són el Cortal d'en Blanc, o d'en Pere Blanc, el Cortal d'en Soler, el Mas Balaguer, o d'en Monier, el Mas Darder, abans Mas Monier, un altre Mas d'en Mestres, Mas d'en Ros, Mas d'en Sire, o Mas del Pubill, Mas Nou, abans Mas d'en Monier i Xo'n Pagès, abans Can Molins. Mereixen un esment a part el Museu de l'Agricultura Catalana i l'Oratori Major.

### Els dòlmens del terme
Sant Miquel de Llotes és un terme amb una notable profusió de dòlmens, especificats a l'article dels Dòlmens de Sant Miquel de Llotes; tanmateix, alguns dels dòlmens atribuïts tradicionalment al terme de Sant Miquel de Llotes són en realitat en el terme veí de Queixàs. Els que sí que són del terme present són el Dolmen del Mas d'en Peirot.

### Hidrografia
El terme de Sant Miquel de Llotes s'articula quasi únicament a l'entorn del Gimenell. En el seu pas pel terme, el Gimenell, que prové del terme de Queixàs, recull diversos afluents principals i un munt de còrrecs. A banda de diversos còrrecs sense nom, ja a prop del poble, al sud, el Gimenell rep per la dreta el Còrrec dels Graus, el del Fornàs, el dels Masos, que recull el Còrrec d'en Peirot i el de les Canaletes, el Còrrec del Serrat d'en Jac, el del Serrat d'en Marçalet, i per l'esquerra el Còrrec dels Verns, que hi aporta els còrrecs de la Font del Didot, de Prat de Poters, de la Salvadora, del Bac, de Costella, de la Font d'en Joanet, de les Jaces i de les Nou Fonts. Poble avall encara rep per l'esquerra l'afluència del Còrrec sense nom, del de la Valltorta i del de les Molleres. A la zona baixa, septentrional, del terme, alguns còrrecs davallen cap al terme d'Illa: el Còrrec dels Castellots, el de Montoriol i el de Canta Perdiu.
Dos canals d'irrigació discorren pel nord del terme: el Rec de Corbera i el de Tuïr.
De fonts importants, cal esmentar la Font, la Font de la Valltorta, la del Bolès (perduda), la del Camp Gran, o de la Teuleria, la de l'Elma, la del Mas d'en Grau (dos amb aquest nom), la del Mas d'en Marc, la del Mas d'en Peirot, la del Mas del Però, o Font del Tonkin, o del Teula, o d'en Pîxa Apolit, o dels Aigualots, la Font dels Castellots (perduda), la dels Masos, la de Monplaisir, o de Montoriol, la d'en Didot, la d'en Joanet, o de la Casa Vella, la Font Rovellosa, o del Mas de l'Aucell i les Nous Fonts.

### Orografia
En el terme de Sant Miquel de Llotes es troben bacs, com el Bac; boscs, com el Bosc d'en Marçalet; colls, com dos colls anomenats de la Llosa, el de la Llosa i el de Queixàs; muntanyes, com la Calcina; plans, com el Pla de Montoriol; la Serra de la Roqueta, el Serrat de la Calcina, el Serrat de l'Alzina, o Serra del Camp de l'Alzina, el Serrat de les Saleres, el Serrat del Ginebre, el Serrat d'en Jac, o d'en Jacques, el Serrat d'en Marçalet i el Serrat de Rajats; i solanes, com la Solana.

### El terme comunal
Les partides rurals i indrets específics del terme de Sant Miquel de Llotes són les Basses, el Botàs, o del Botàs del Molí, la Calcina, els Canabals, el Camp Gran, Canta Perdiu, els Castellars, o els Castellots, Costella, l'Església, la Figuerassa, la Font d'en Didot, el Fornàs, l'Hort d'en Gil, les Jaces, el Mas de l'Aucell, el Mas d'en Grau, el Mas d'en Marc, el Mas d'en Mestres, el Mas d'en Peirot, el Mas d'en Pere Miquel, els Masos, el Mas Tallaferro, la Molinera, les Molleres, Montoriol, la Pujada, Talassà, Terrades i la Valltorta. El Piló, el Piló de la Calcina i el Roc del Serrat d'en Jac són senyals termeners.

## Transports i comunicacions

### Carreteres
Travessa el terme de Sant Miquel de Llotes tres carreteres, dues de les quals passen pel nucli principal de població. D'una banda, hi ha la D - 72 (Sant Miquel de Llotes - Casafabre), que uneix aquestes dues poblacions en 3,8 quilòmetres.
A part, hi ha la carretera departamental D - 2 (Argelers - D-619, a Trevillac) travessa el terme de sud-est a nord, aproximadament pel centre, però fent molts revolts. Per aquesta carretera, Sant Miquel de Llotes es comunica directament amb Queixàs (4,5 quilòmetres), Montoriol (16,2 km), Forques (17,3), Vilamulaca (21,4), Sant Joan la Cella (24,5), Brullà (28,6), Sant Genís de Fontanes (31,8), la Roca d'Albera (34,9), Sureda (38,5) i Argelers (41,4), cap al sud-est, i Illa (1,9), Montalbà del Castell (10,9) i Trevillac (13,5) (els dos darrers ja a la Fenolleda, comarca occitana), cap al nord.
Travessa l'extrem septentrional del terme de Sant Miquel de Llotes la carretera departamental D - 16 (Sant Feliu d'Avall - Bulaternera, que travessa el Riberal de la Tet. No passa pel nucli del poble de Sant Miquel de Llotes.
Finalment, frega l'extrem nord-est del terme comunal la carretera departamental D - 615 (Illa - D - 16, a Illa), que fa de termenal amb Illa. Tampoc no passa pel nucli del poble de Sant Miquel de Llotes.

### Transport públic col·lectiu
Sant Miquel de Llotes està servit, pel que fa a transport públic, únicament pel TAD, el Transport a la demanda. Funciona únicament els diumenges i dies festius, i s'ha de sol·licitar per telèfon el dia abans. Tanmateix, la proximitat de la vila d'Illa fa que Sant Miquel de Llotes estigui una mica més ben servit que d'altres poblacions dels Aspres.

### Camins
Cal distingir, entre els camins de Sant Miquel de Llotes, els que menen a indrets de dins del terme comunal dels que comuniquen el poble i el seu terme amb els termes veïns. Entre els camins interns, hi trobem el Camí de la Pujada, el de la Quera, el de la Valltorta, el del Dolmen, el del Mas Blanc al Mas d'en Mestres, el del Mas d'en Peirot, el dels Masos, el de Montoriol i el del Mas Monplaisir. Els que enllacen amb els pobles veïns són el Camí de Bula d'Amunt, el de Bulaternera, o del Mas d'en Mestres, el de Casafabre, el de Santa Coloma, el de Santa Coloma a Illa, el de Sant Marçal des de Corbera, o d'Illa des de Santa Coloma, abans Camí Ral de Queixàs, el d'Illa, el Camí Vell de Bula, des d'Illa, la Ruta de Bula, la Ruta de Casafabre, la Ruta de Corbera, la Ruta de Queixàs i la Ruta d'Illa. Esment a part mereix el Camí Realet.

## Activitats econòmiques
Si bé en clara recessió, l'agricultura roman la principal econòmica de Sant Miquel de Llotes. No arriben al centenar, les hectàrees conreades, totes situades en el terç nord del terme. S'hi cull fruita (sobretot préssecs i cireres), hortalisses (principalment enciams i escaroles) i vinya, amb una sola hectàrea dedicada a vins de denominació d'origen controlada. La zona meridional del terme és poblada d'alzines, en partides boscoses, però amenaçades permanentment pels incendis forestals.

## Història
Sant Miquel de Llotes posseeix diversos monuments megalítics: Vegeu Dòlmens de Sant Miquel de Llotes.
El poble de Llotes apareix sempre lligat a la història d'Illa, fins al punt que n'és el seu origen, en baixar la població de l'emplaçament de les muntanyes, d'accés més difícil, a la plana fèrtil del Riberal. El 898 en un diploma ja consta el lligam de la vila d'Illa amb el lloc de Llotes, així com em documents posteriors. Al llarg dels segles IX a XI són nombrosos els alous en el territori de Llotes, que sempre apareixen relacionats amb la vila d'Illa. Hi posseïen alous els senyors de Cameles, Sant Miquel de Cuixà, la família del futur vescomte de Castellnou, etc.
Al segle xi i al XII una part de la senyoria pertanyia als comtes de Rosselló, dels quals passà al rei, i una altra part era de la casa d'Urtx. El 1391 Joan I de Catalunya-Aragó va vendre la parròquia de Sant Miquel de Llotes a Francesc de Sagarriga, marit d'Hugueta de Perapertusa, senyora de Corbera, però sis anys més tard Gueraula d'Urtx venia la seva part de senyoriu a Pere de Fenollet, cosí seu, que rebé també la senyoria d'Illa. Així, Sant Miquel de Llotes restà ja definitivament lligat al vescomtat d'Illa fins a la fi de l'Antic Règim. L'últim vescomte d'Illa fou el duc de Medinaceli.

## Demografia

### Demografia antiga
La població està expressada en nombre de focs (f) o d'habitants (h)
| 10 f | 13 f | 10 f | 3 f | 26 f | 45 f | 290 h | 55 f |

### Demografia contemporània
| Evolució de la població |      |      |      |      |      |      |      |      |
| 1793                    | 1800 | 1806 | 1821 | 1831 | 1836 | 1841 | 1846 | 1851 |
| 259                     | 244  | 304  | 397  | 367  | 371  | 402  | 414  | 422  |

| 1856 | 1861 | 1866 | 1872 | 1876 | 1881 | 1886 | 1891 | 1896 |
| ---- | ---- | ---- | ---- | ---- | ---- | ---- | ---- | ---- |
| 346  | 385  | 361  | 300  | 338  | 296  | 318  | 287  | 285  |

| 1901 | 1906 | 1911 | 1921 | 1926 | 1931 | 1936 | 1946 | 1954 |
| ---- | ---- | ---- | ---- | ---- | ---- | ---- | ---- | ---- |
| 252  | 240  | 238  | 247  | 236  | 253  | 223  | 206  | 276  |

| 1962 | 1968 | 1975 | 1982 | 1990 | 1999 | 2006 | 2006 | 2012 |
| ---- | ---- | ---- | ---- | ---- | ---- | ---- | ---- | ---- |
| 243  | 237  | 182  | 205  | 219  | 269  | 300  | 304  | 332  |

| 2013 | - | - | - | - | - | - | - | - |
| ---- | - | - | - | - | - | - | - | - |
| 331  | - | - | - | - | - | - | - | - |

Fonts: Ldh/EHESS/Cassini fins al 1999, després INSEE a partir deL 2004

### Evolució de la població

Població 1962-2008

### Batlles

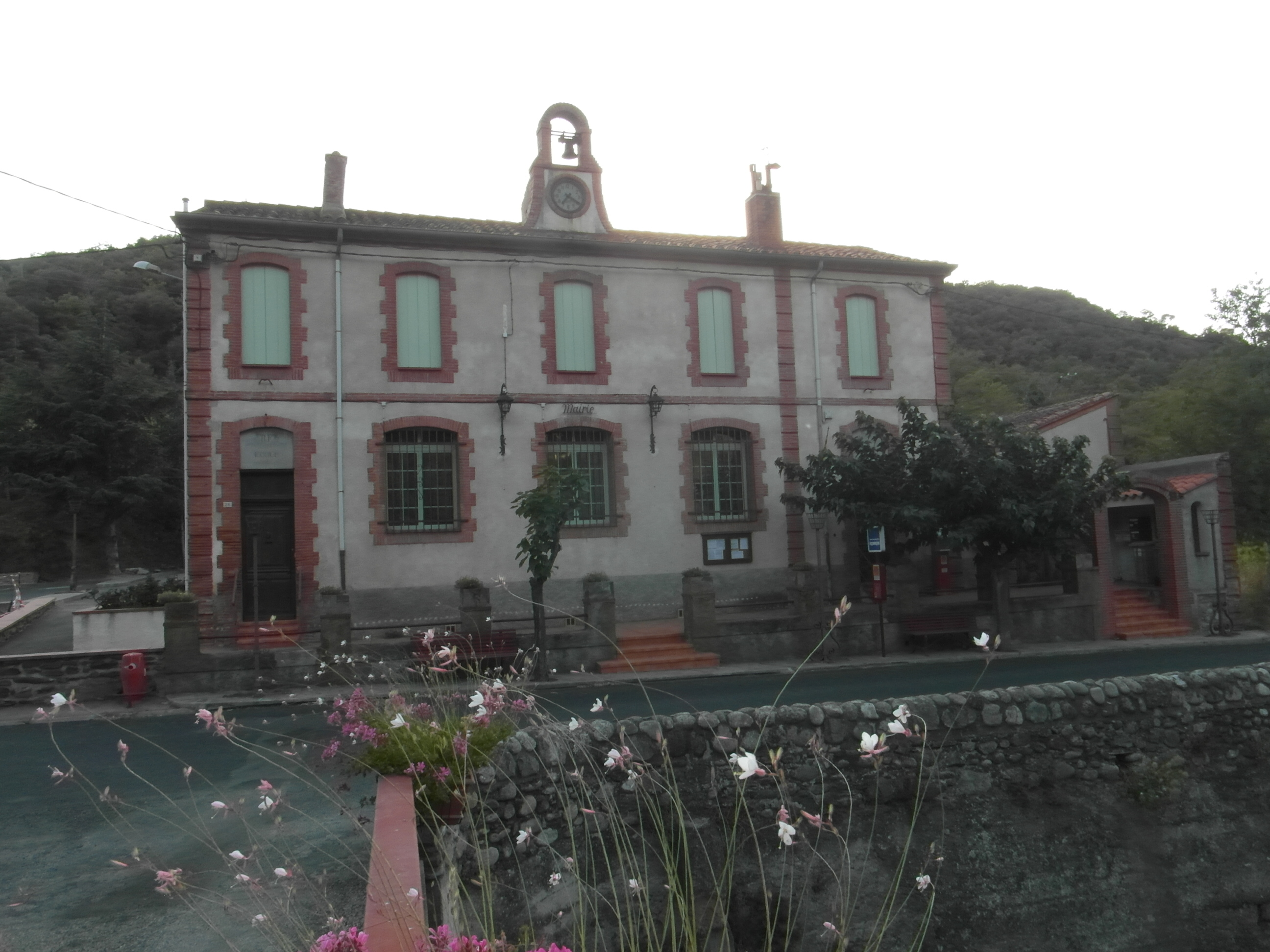
La Casa del Comú de Sant Miquel de Llotes

## Administració i Política

### Batlles[16]
| Període                       | Nom              | Opció política | Comentaris |
| ----------------------------- | ---------------- | -------------- | ---------- |
| Març del 2001 - Març del 2008 | Guy Noou         |                |            |
| Març del 2008 - Març del 2014 | Marie Maupin     |                |            |
| Març del 2014 - Moment actual | Jean-Luc Obrecht |                |            |

### Legislatura 2014 - 2020

#### Batlle
- Jean-Luc Obrecht.

#### Consellers municipals
- Jacques Arnal
- Antoinette Marchegay
- Denis	Laporte
- Alain	Pla
- Philippe Gateu
- Christine Fauchard
- Michèle Garcies
- Jean-Luc Gasch
- Jean-Claude Solère
- Carine Montesinos,

### Adscripció cantonal

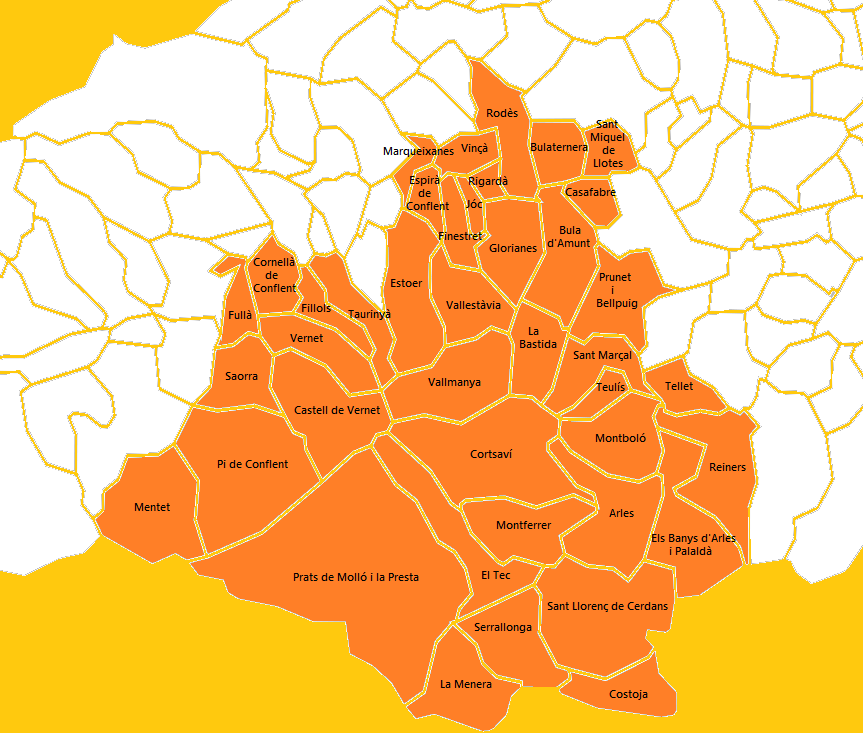
Mapa del Cantó del Canigó

A les eleccions cantonals del 2015 Bulaternera ha estat inclòs en el cantó número 2, denominat El Canigó, amb capitalitat al poble dels Banys d'Arles, de la comuna dels Banys i Palaldà. Està format per les viles d'Arles, Prats de Molló i la Presta, Sant Llorenç de Cerdans, del Vallespir, i Vinçà, del Rosselló, i els pobles del Conflent de Castell de Vernet, Cornellà de Conflent, Espirà de Conflent, Estoer, Fillols, Finestret, Fullà, Glorianes, Jóc, Marqueixanes, Mentet, Pi de Conflent, Rigardà, Rodès, Saorra, Taurinyà, Vallestàvia, Vallmanya i Vernet, els del Rosselló de la Bastida, Bula d'Amunt, Bulaternera, Casafabre, Prunet i Bellpuig, Sant Marçal, Sant Miquel de Llotes, Tellet i Teulís, i els del Vallespir dels Banys i Palaldà, Cortsaví, Costoja, la Menera, Montboló, Montferrer, Reiners, Serrallonga i el Tec forma part del cantó número 2, del Canigó (nova agrupació de comunes fruit de la reestructuració cantonal feta amb motiu de les eleccions cantonals i departamentals del 2015). Són conselleres per aquest cantó Ségolène Neuville i Alexandre Reynal, tots dos del Partit Socialista francès.

### Serveis comunals mancomunats
Sant Miquel de Llotes forma part de la Comunitat de comunes de Rosselló - Conflent, amb capitalitat a Illa, juntament amb Illa, Bellestar, Bula d'Amunt, Bulaternera, Casafabre, Corbera, Corbera la Cabana, Cornellà de la Ribera, Glorianes, Millars, Montalbà del Castell, Nefiac, Prunet i Bellpuig, Rodès i Sant Feliu d'Amunt.

## Ensenyament i Cultura
Sant Miquel de Llotes no disposa de cap mena d'establiment escolar; l'antiga escola del poble acull avui dia la Casa del Comú. Els infants del poble han d'anar a escola maternal o primària a Bulaternera, Corbera de les Cabanes, Illa, Nefiac o Rodès. Per a la secundària, els col·legis més propers són a Illa, Tuïr, el Soler, Estagell o Prada; pel que fa al batxillerat, el més proper és el Liceu privat de Ceret.

### Llocs i monuments
- Museu de l'Agricultura Catalana.[17][18]
- Església parroquial (segle xi), monument històric de França
- Diversos dòlmens, repartits pel terme municipal.